# Blå praktbagge
Blå praktbagge (Phaenops cyaneus) är en skalbaggsart som först beskrevs av Fabricius 1775.  Blå praktbagge ingår i släktet Phaenops och familjen praktbaggar.

## Beskrivning
Den blå praktbaggen är mörkt blågrön, med kraftigt prickiga täckvingar. Längden är 8 till 11 mm.

## Ekologi
Habitatet utgörs av barrskog, blandskog och öppna myrmarker. Larven är växtätare, med inriktning på bark och ved, främst av tall, mer sällan på andra barrträd, som gran, lärk och ädelgran, där den gräver långa gångar i trävirket. Larven övervintrar i gångarna två vintrar, och förpuppas i maj till juni det tredje året. Den fullbildade skalbaggen lämnar puppan i juni till augusti.

## Utbredning
Arten finns i stora delar av den Europeiska kontinenten, Nordafrika, Turkiet och Västasien samt österut till asiatiska Ryssland.
I Sverige, där den är klassificerad som livskraftig, finns den i hela landet med undantag för Härjedalen och större delen av Lappland.
I Finland, där arten också är klassificerad som livskraftig, om än sällsynt, finns den från Åland och sydkusten norrut, ungefär i höjd med Norra Karelen.

## Bildgalleri

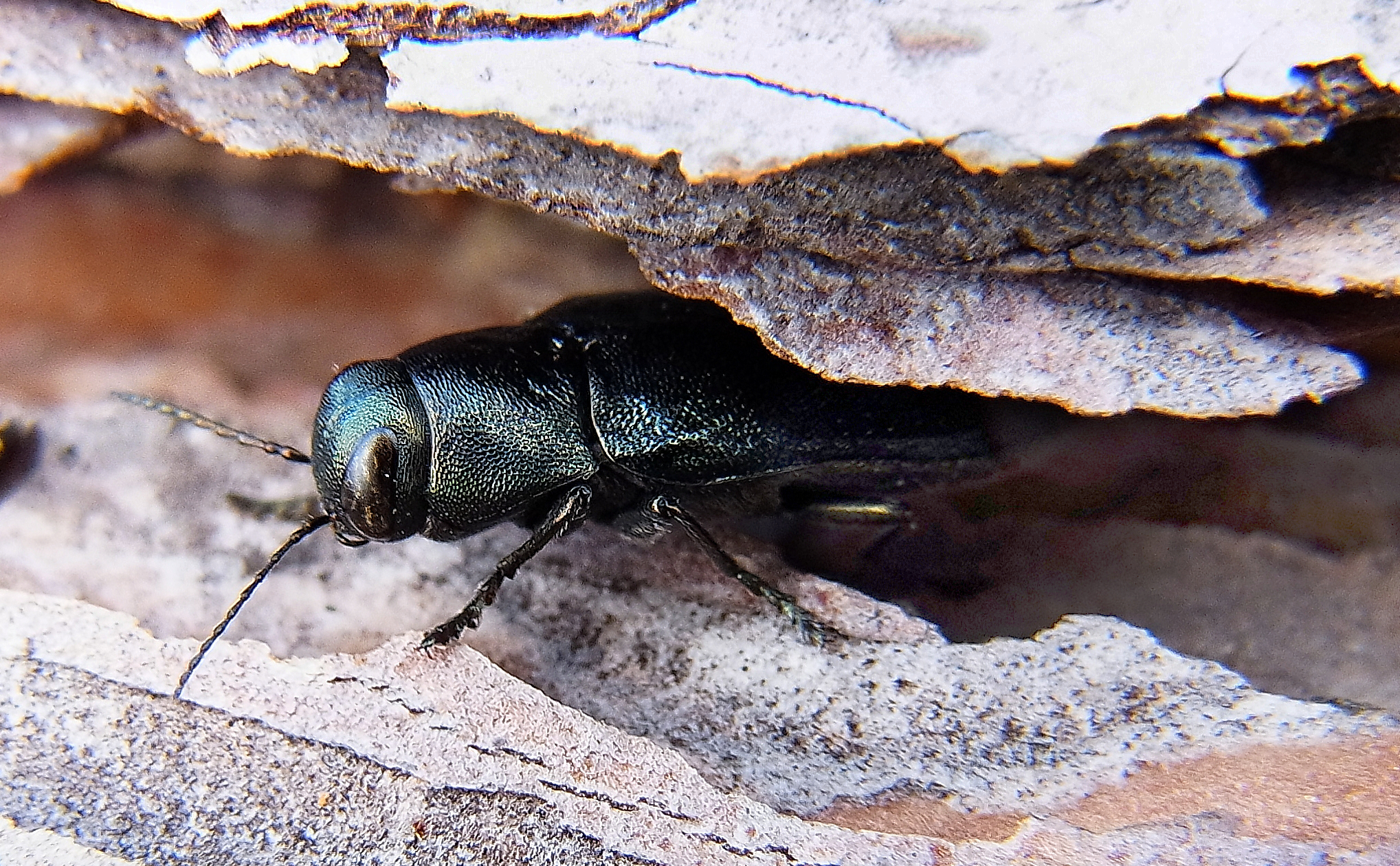
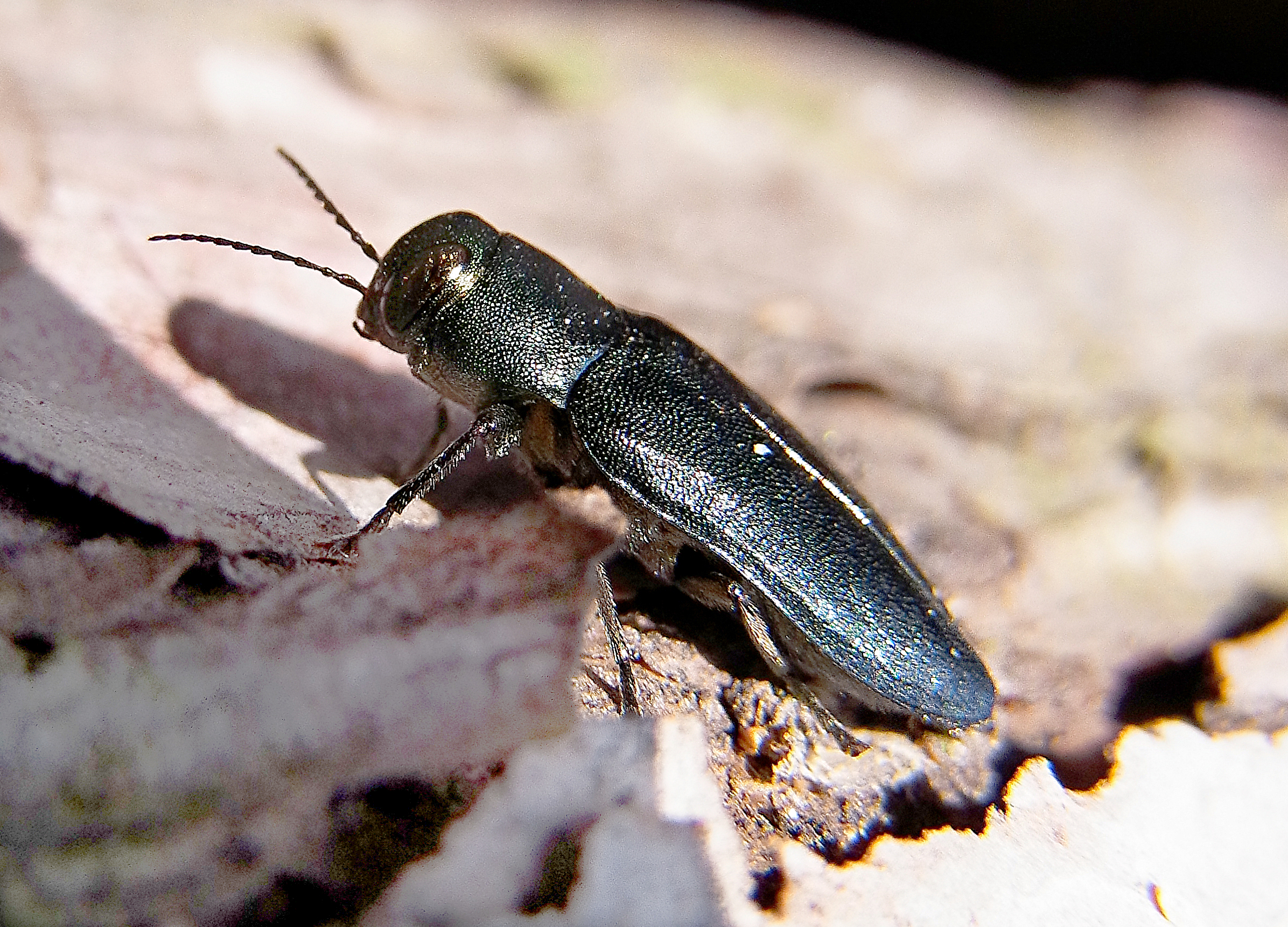
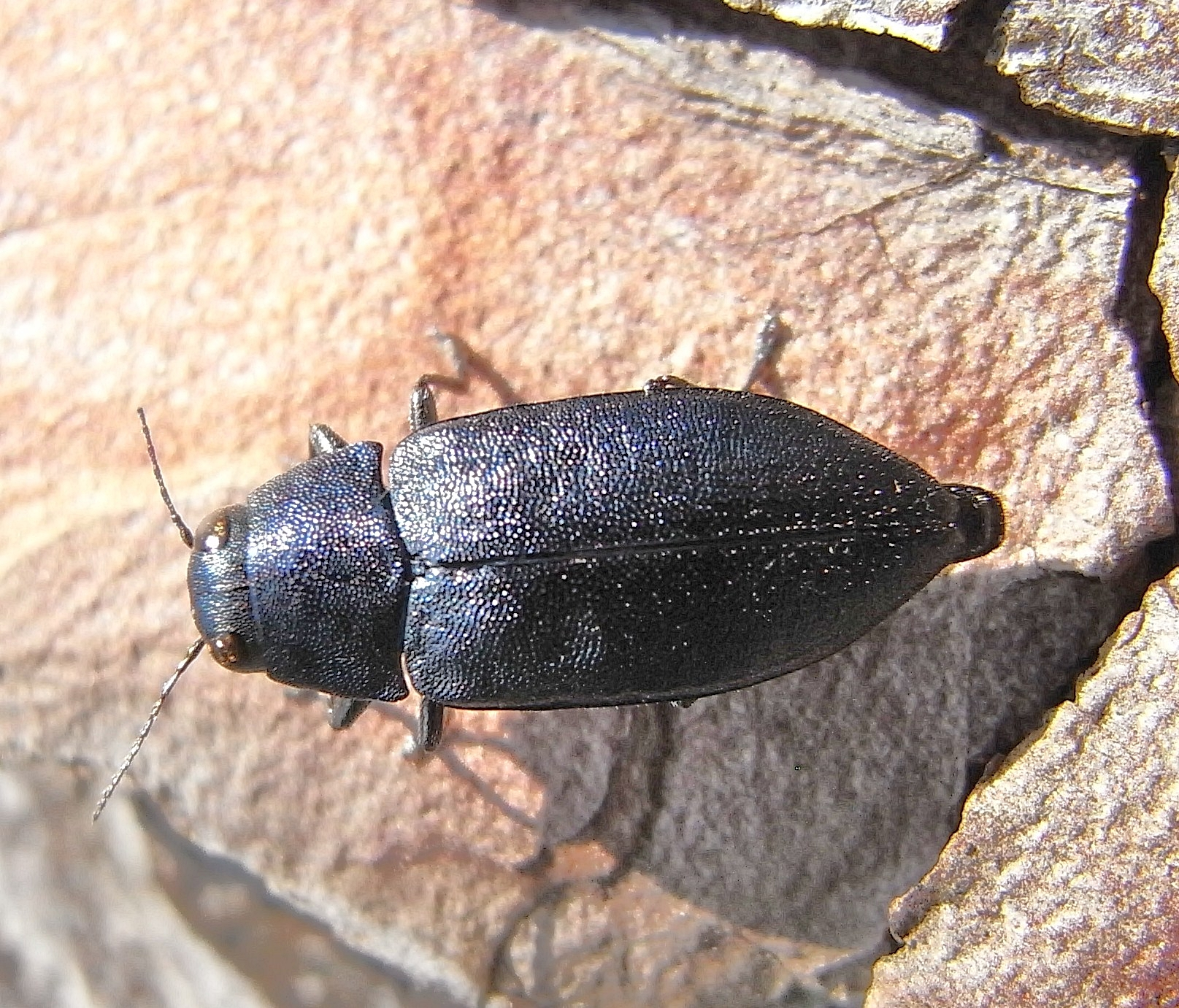